# Angélico
Adam Bridle es un luchador profesional sudafricano más conocido como Angélico quien actualmente trabaja en All Elite Wrestling (AEW). Además trabajo para Lucha Libre AAA Worldwide, Lucha Underground, Pro Wrestling Guerrilla, Progress Wrestling y entre otras empresas independientes.
Entre sus logros fue tres veces Campeón Mundial en Parejas de AAA con Jack Evans.

## Carrera

### Asistencia Asesoría y Administración/Lucha Libre AAA Worldwide (2011, 2013-2017)
El 21 de marzo de 2011, Angélico hizo su debut en la Asistencia Asesoría y Administración, donde compitió en una pelea por equipos de seis hombres, en la que Argenis y Fénix derrotaron a Dark Dragon, Polvo de Estrellas y Tito Santana. en marzo de 2013, comenzó a luchar bajo el nombre de Angélico, lo que hace su regreso en las semifinales del torneo por el Campeonato de Fusión de la AAA. Desde su regreso, Angélico a menudo hace equipo con Jack Evans bajo el nombre de Los Güeros del Cielo. Su primera lucha en un PPV se produjo en Triplemanía XXI en una pelea por equipos de eliminación de cinco vías por el vacante AAA Tag Team Championship. El 18 de octubre de 2013 en Héroes Inmortales VII, Angélico y Evans ganaron una lucha de cuatro vías de convertirse en los nuevos campeones en pareja. En Triplemanía XXII tanto Angélico como Evans eran parte de una lucha de eliminación de diez luchadores para unificar el campeonato fusión de la AAA y el Campeonato del peso crucero AAA. El 7 de diciembre de 2014, en la Guerra de Titanes Angélico y Evans perdieron los campeonatos ante  Joe Líder y Pentágon Jr. en una pelea por equipos de tres, que también incluía a Fénix y Myzteziz, Más tarde Angélico y Evans recuperaron los títulos el 4 de octubre de 2015 en Héroes Inmortales IX.  Se dejó vacante el título de 22 de enero de 2016 debido a que Angélico sufrió una lesión en la pierna.
El 24 de noviembre de 2017, Angélico colgó un comunicado diciendo que a partir de 1 de enero de 2018, dejara de residir en México y también dejaría oficialmente la AAA.

### Lucha Underground (2015-2018)
Angélico hizo su debut en Lucha Underground el 14 de enero de 2015 en una lucha de eliminación de 4 contra Argenis, Aero Star y The Cage. El 8 de febrero Angélico, Ivelisse y Son of Havoc ganaron un torneo para convertirse en los primeros Tríos de Campeones. Durante ese tiempo Angélico, Son of Havoc e Ivelisse celebraron la victoria del campeonato, que defendió con éxito y los retuvo contra The Crew en una lucha de escaleras del episodia del 20 de mayo. El 29 de julio perdieron los títulos pero los recuperaron el 22 de noviembre del mismo año.

### All Elite Wrestling (2019-presente)
El 8 de mayo de 2019, Angélico firmó un contrato con All Elite Wrestling (AEW). Al día siguiente, Angélico como a Jack Evans (quien también firmó con la empresa), anunciaron su reunión de su equipo como Los Güeros del Cielo. El 25 de mayo, Angélico debutó en el inaugural evento de Double or Nothing haciendo equipo con Jack Evans quienes cayeron derrotados ante los Best Friends (Trent Barreta & Chuck Taylor).
El 31 de agosto en el evento de All Out, Angélico y Evans cayeron derrotados ante Private Party (Isiah Kassidy & Marq Quen) y al final lo atacan cambiándose a heel por primera vez.

## Movimientos en lucha
- Movimientos finales
  - Cruceta Invertida (Inverted figure-four leglock)
  - Fall of the Angels (Running turnbuckle crucifix powerbomb)
  - Superman Senton (Corskcrew senton bomb)
- Movimientos de firma
  - Double foot stomp a veces desde una posición elevada
  - Full nelson backbreaker
  - Inverted sitout side powerslam
  - Jackie Chan (Feint sweep seguido de un overhead enzuguiri)
  - Mule kick
  - Northern lights suplex
  - Shuri-Knee (Running bicycle high knee)
  - Superkick

- Apodos
  - "The Spanish Heartthrob"
  - "The Ultimate Airdevil"   -"The Sudafrican Sensation"

## Campeonatos y logros
- Asistencia Asesoría y Administración
  - AAA World Tag Team Championship (3 veces) – con Jack Evans

- International Wrestling Revolution Group
  - South American Light Heavyweight Championship (1 vez)[3]
  - Triangular de Tercias (2012)

- Lucha Underground
  - Lucha Underground Trios Championship (2 veces) – con Ivelisse y Son of Havoc
  - Torneo Lucha Underground Trios Championship (2015) – con Ivelisse and Son of Havoc[4]

- Toryumon Mexico
  - Yamaha Cup (2010) – con El Hijo del Fantasma
  - Yamaha Cup (2012) – con Último Dragón
  - Young Dragons Cup (2010)

- World Wrestling Professionals
  - WWP World Cruiserweight Championship (1 vez)[5]